# Osmoxylon russellense
Osmoxylon russellense är en araliaväxtart som först beskrevs av William Raymond Philipson, och fick sitt nu gällande namn av Benjamin Clemens Masterman Stone. Osmoxylon russellense ingår i släktet Osmoxylon och familjen Araliaceae. Inga underarter finns listade.